# Oosterhoogebrug
Oosterhoogebrug est un ancien village, aujourd'hui quartier de la ville de Groningue, qui fait partie de la commune néerlandaise de Groningue, situé dans la province de Groningue.